# El Zapotillo, Veracruz
El Zapotillo är en ort i Mexiko.   Den ligger i kommunen Tierra Blanca och delstaten Veracruz, i den sydöstra delen av landet, 280 km öster om huvudstaden Mexico City. El Zapotillo ligger 182 meter över havet och antalet invånare är 128.
Terrängen runt El Zapotillo är platt, och sluttar brant österut. Runt El Zapotillo är det ganska tätbefolkat, med 70 invånare per kvadratkilometer. Närmaste större samhälle är Cosolapa, 15,7 km sydväst om El Zapotillo. Trakten runt El Zapotillo består till största delen av jordbruksmark.